# Ribnjačka
Ribnjačka is een plaats in de gemeente Velika Pisanica in de Kroatische provincie Bjelovar-Bilogora. De plaats telt 184 inwoners (2001).